# Ebbe Hagard
Ebbe Hagard, född 30 september 1917 i Onsala, död 7 januari 2008 i Göteborg, var en svensk präst och politiker. Han är känd för att tillsammans med Isaac Béen startat Göteborgs kyrkliga stadsmission.

## Biografi
Hagard avlade studentexamen 1936 och teologisk-filosofisk examen 1937. Han genomgick reservofficerskurs vid Karlberg 1939–1940. Efter att ha avlagt teologie kandidatexamen 1942 prästvigdes Hagard för Göteborgs stift 1943. Han var pastoratsadjunkt i Tölö församling 1943 och i Angered samma år, i Östad 1943–1944 och i Starrkärr 1944–1945. Hagard var präst och lärare vid Östads barnhus 1943–1946, pastor och förste lärare vid diakonianstalten Stora Sköndal 1945–1948, ledamot av kyrkofullmäktige i Enskede församling 1947–1948, kyrkoadjunkt i Gamlestads församling 1948, flottiljpastor vid Göta flygflottilj i Säve 1948.
Han var med om att 1952 via ett upprop i Göteborgs-Posten starta Göteborgs kyrkliga stadsmission. Hagard har givit namn åt "Ebbes Hörna",sedan 2020 Stadsmissionens second hand, en kedja av Second Hand-butiker som drivs av stadsmissionen.
Han var kyrkoherde i Göteborgs Haga församling 1960–1982.
Hagard var även kommunalpolitiskt aktiv för moderaterna i kommunfullmäktige och kyrkofullmäktige. Han var ledamot av Göteborgs kommunfullmäktige 1967–1988 och dess ordförande 1980–1982.

### Familj
Ebbe Hagard var son till kyrkoherde John Hagard och Sigrid, född Wettergren, samt bror till Bertil Hagard. Han gifte sig 4 november 1941 med filosofie kandidat Haldis Meinich Jansen, född 1916 i Bergen, död 2007, dotter till maskinchefen och sjöingenjören Johan Jansen och Helene, född Folgerö. Makarna Hagard blev föräldrar till diplomaten John Hagard.